# 綠蠼螋
綠蠼螋（学名：Forficula greeni），又名綠球螋，为蠼螋屬下的一个种。